# ドギー・ランプキン

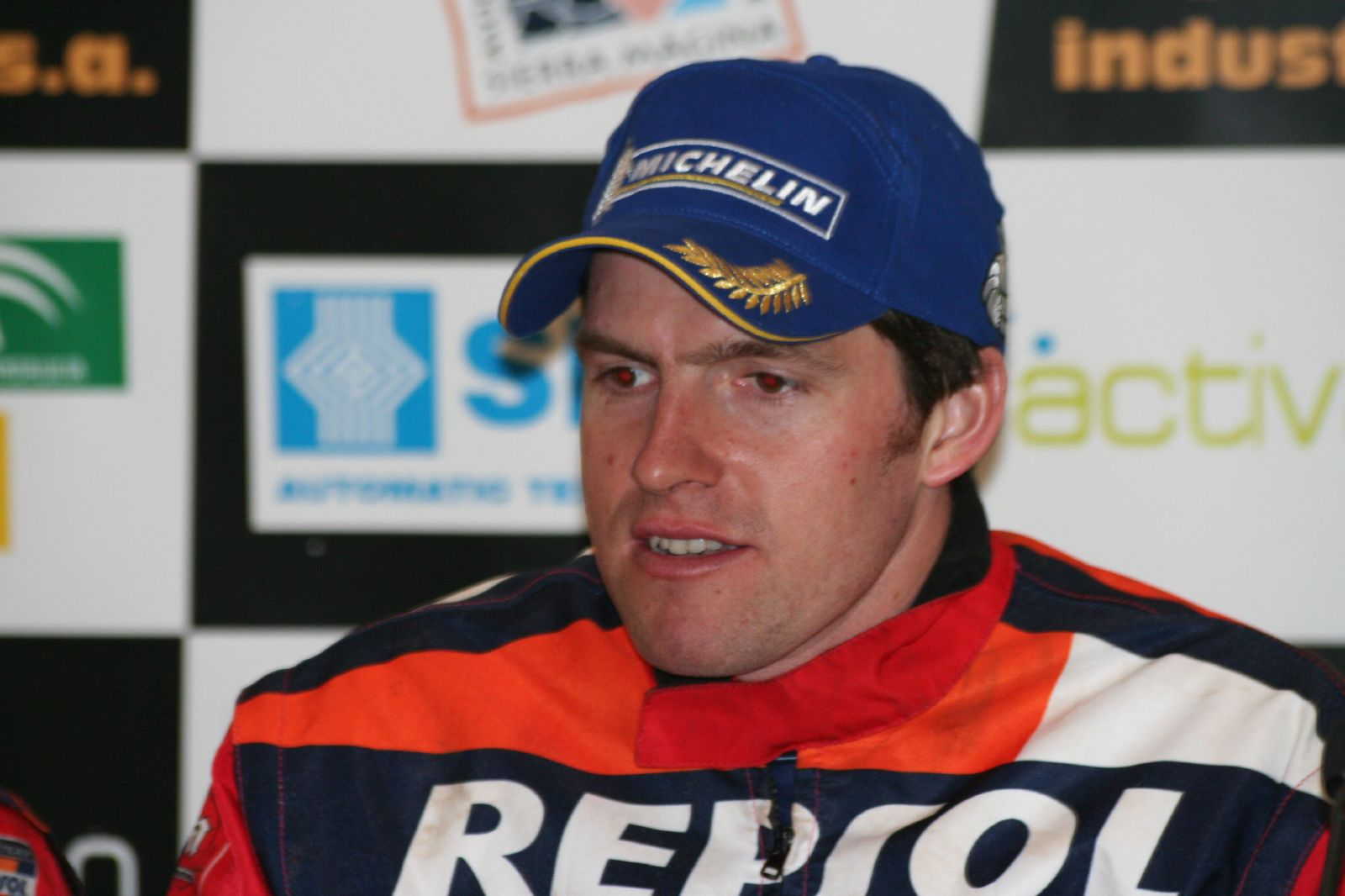
ドギー・ランプキン

ドギー・ランプキン（Dougie Lampkin、1976年3月23日 - ）は、イギリス・イングランドウェスト・ヨークシャー州のオートバイ・トライアルライダー。1997年より7年連続トライアル世界選手権チャンピオン。1997年から5年連続インドアトライアル世界選手権チャンピオン。父親は1975年初代トライアル世界選手権チャンピオンのマーチン・ランプキン。長男のアルフィー・ランプキンもトライアル世界選手権ライダー。

## 戦績
- 1985年 - デビュー戦
- 1993年 - トライアルヨーロッパ選手権チャンピオン

トライアル世界選手権ランキング17位
- 1994年 - トライアル世界選手権ランキング6位

インドアトライアル世界選手権ランキング14位
トライアルイギリス選手権チャンピオン
- 1995年 - トライアル世界選手権ランキング4位

インドアトライアル世界選手権ランキング7位
トライアルイギリス選手権ランキング2位
- 1996年 - トライアル世界選手権ランキング2位

インドアトライアル世界選手権ランキング3位
トライアルイギリス選手権チャンピオン
- 1997年 - トライアル世界選手権チャンピオン

インドアトライアル世界選手権チャンピオン
トライアル・デ・ナシオン優勝
トライアルイギリス選手権チャンピオン
- 1998年 - トライアル世界選手権チャンピオン

インドアトライアル世界選手権チャンピオン
トライアルイギリス選手権チャンピオン
- 1999年 - トライアル世界選手権チャンピオン

インドアトライアル世界選手権チャンピオン
トライアル・デ・ナシオン優勝
トライアルイギリス選手権チャンピオン
- 2000年 - トライアル世界選手権チャンピオン

インドアトライアル世界選手権チャンピオン
トライアルイギリス選手権チャンピオン
- 2001年 - トライアル世界選手権チャンピオン

インドアトライアル世界選手権チャンピオン
トライアルスペイン選手権チャンピオン
- 2002年 - トライアル世界選手権チャンピオン

インドアトライアル世界選手権ランキング2位
トライアル・デ・ナシオン優勝
トライアルイギリス選手権チャンピオン
- 2003年 - トライアル世界選手権チャンピオン

インドアトライアル世界選手権ランキング2位
トライアル・デ・ナシオン優勝
トライアルスペイン選手権チャンピオン
- 2004年 - トライアル世界選手権ランキング2位

インドアトライアル世界選手権ランキング3位
- 2005年 - トライアル世界選手権ランキング3位

インドアトライアル世界選手権ランキング4位
※トライアル・デ・ナシオン順位はイギリス代表。